# أوليفيرا فيانا
أوليفيرا فيانا (بالبرتغالية: Oliveira Viana) هو صحفي وبروفيسور برازيلي، ولد في 20 يونيو 1883 في Saquarema ‏ في البرازيل، وتوفي في 28 مارس 1951 في نيتيروي في البرازيل.